# Faculteitsgebouw Bouwkunde (TU Delft)
Het Faculteitsgebouw Bouwkunde van de TU Delft was een gebouw van de faculteit Bouwkunde in de stad Delft, in de Nederlandse provincie Zuid-Holland. Het gebouw werd in mei 2008 door een brand verwoest. Het was een ontwerp van het architectenbureau Van den Broek en Bakema. Het gebouw werd in 1970 opgeleverd, en was tot 2008 in gebruik. Het gebouw had een open indeelbare centrale hal die als ontmoetingsruimte diende.

## Geschiedenis
De eerste ontwerpen van het gebouw dateren van 1956 toen een besloten prijsvraag werd uitgeschreven onder (ex)-hoogleraren van de opleiding. De vier inzenders waren J.H. van den Broek, G.H.M. Holt, M.N. Lansdorp en C. Wegener Sleeswijk. Het ontwerp van Jo van den Broek werd door de jury (waarin Van den Broek overigens zelf zitting had) als beste aangewezen. Het ontwerp werd in 1960 verder uitgewerkt door het bureau Van den Broek en Bakema.

## Gebouw
Het gebouw bestond uit een langgerekte hoogbouwconstructie en een lage entreezone. De laagbouw bestond uit een aantal ruimten die haaks op de hoogbouw stonden, waardoor het leek alsof ze er onder geschoven waren. De hoogbouw was bedoeld voor de onderwijsruimten met voor elk studiejaar een eigen dubbele verdieping. De laagbouw was bestemd voor de ondersteunende functionele ruimten zoals bibliotheek, administratie, kantine en werkplaatsen.

## Brand

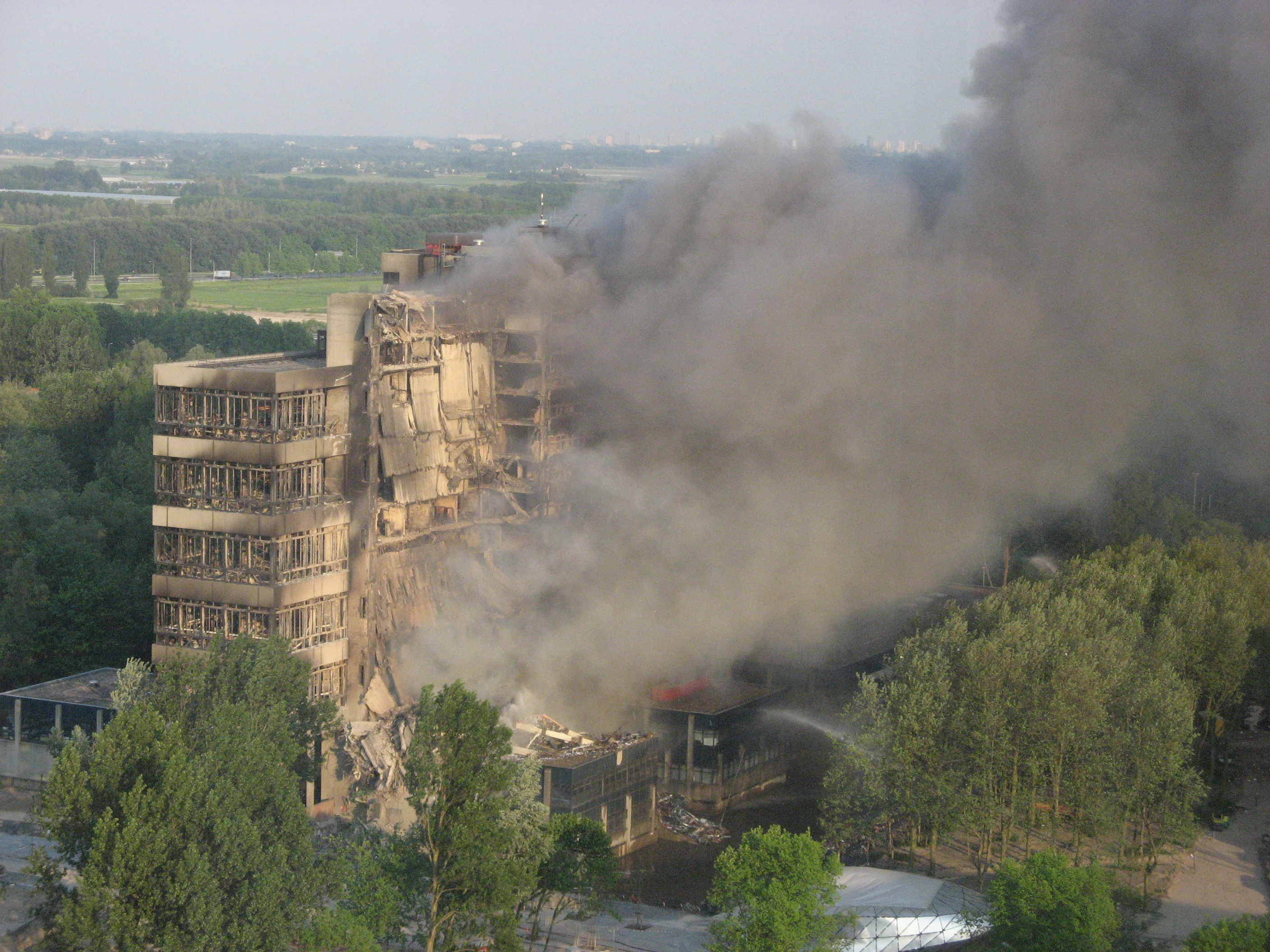
In de avond van 13 mei 2008

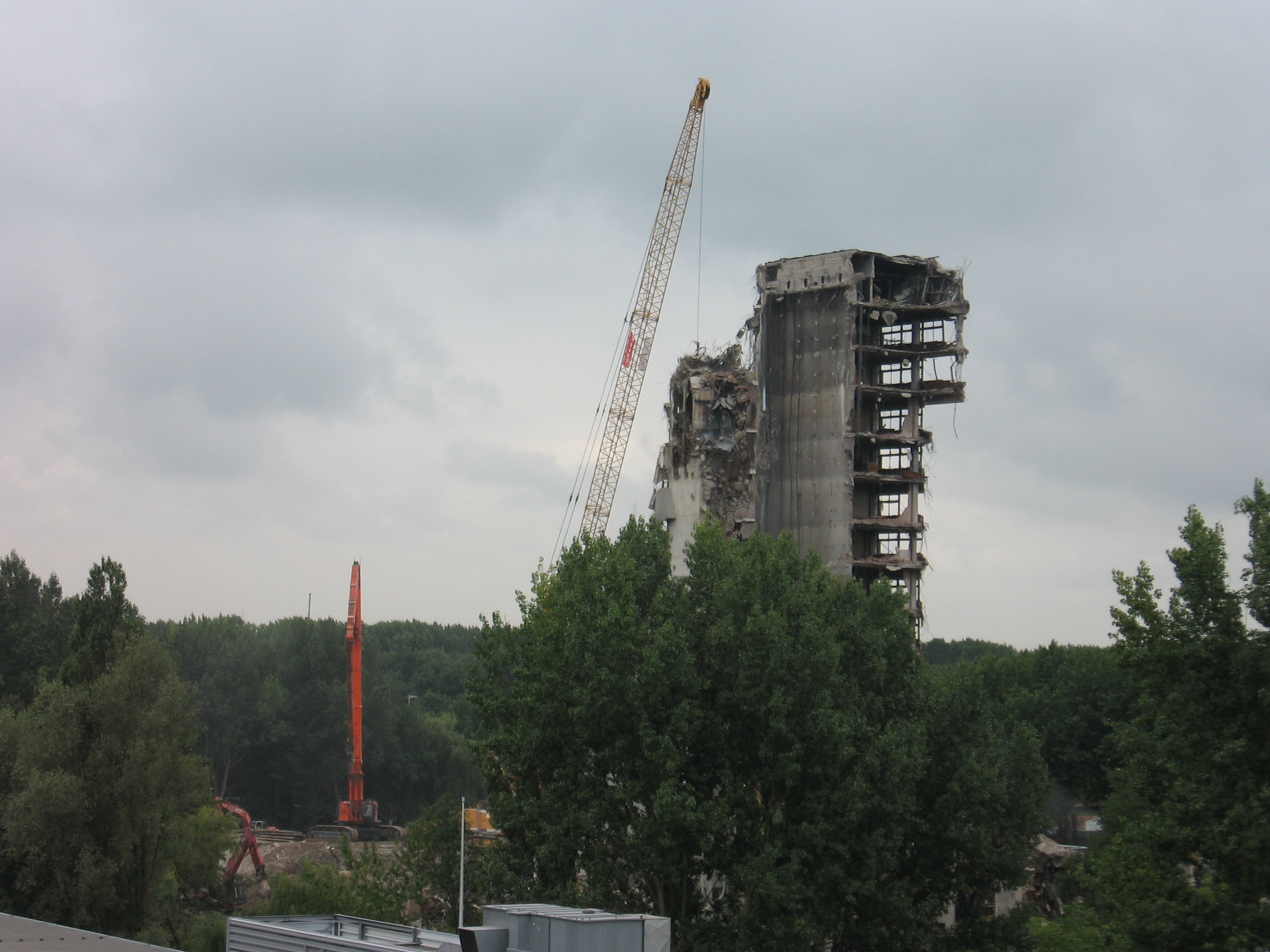
Laatste sloopdag (28 augustus 2008)

In de ochtend van 13 mei 2008 brak een grote brand uit in het gebouw. Een woordvoerster van de brandweer meldt dat de brand waarschijnlijk is ontstaan doordat een kapotte waterleiding voor kortsluiting heeft gezorgd. De brand breidde zich snel uit naar de hogere verdiepingen en via de noordelijke vleugel omlaag naar de begane grond. De brandweer kon niets uitrichten omdat de mogelijkheid bestond dat het pand zou instorten. Een deel van het gebouw stortte in. Er werd besloten dat het gebouw zou worden gesloopt. Wel kon nog een deel van de collectie stoelen van bekende ontwerpers gered worden. Een aanzienlijk deel van de collectie van de faculteitsbibliotheek, ten tijde van de brand een van de belangrijkste collecties op bouwkundig en architectonisch gebied in de wereld, is wel door de brand verloren gegaan. Het deel van de collectie dat is verloren gegaan bestond vooral uit landkaarten, bouwkundige tijdschriften uit Oost-Europa, prenten op folioformaat en tijdschriften uit de 19e eeuw en begin 20e eeuw.
Op 14 januari 2009 verschenen twee rapporten inzake de oorzaak van de brand. Volgens het Interseco-rapport is de meest waarschijnlijke verklaring voor het ontstaan van de brand een elektrische storing door insijpeling van water in een koffieautomaat, als gevolg van een grote lekkage in het gebouw.
Een bericht van de brandweer dat het gebouw niet aan de brandveiligheidsvoorschriften zou voldoen werd door de gemeente Delft weerlegd omdat het zou gaan om een bestaand gebouw, van voor de invoering van het Bouwbesluit. Bij verbouwingen en renovaties, zoals die hebben plaatsgevonden, dient echter een ontheffing te worden aangevraagd bij de gemeente. Door het verlenen van de ontheffing kan de gemeente Delft echter stellen dat "voldaan is aan de geldende normen en voorschriften".
Opmerkelijk is wel dat de brand plaatsvond kort nadat er een project werd uitgevoerd om het pand juist brandveiliger te maken.

## Herbestemming
De grond is omgezet tot experimententerrein voor de TU Delft voor duurzame innovaties onder de naam The Green Village.